# Cifrato speciale
Cifrato speciale è un film del 1966 diretto da Pino Mercanti.

## Trama
L'agente Müller è chiamato a recuperare un'arma segreta dei nazisti.